# Paul Benacerraf
Paul Benacerraf (Paris, 26 de março de 1931 – 13 de janeiro de 2025) foi um filósofo da matemática estadunidense.
Foi professor da Universidade de Princeton, desde 1960.
Nasceu em Paris, de pais judeus sefarditas originários do Magrebe. É irmão do imunologista  Baruj Benacerraf, galardoado com o Prémio Nobel.

## Morte
Benacerraf morreu no dia 13 de janeiro de 2025, aos 94 anos.